# 블라디미르 1세
블라디미르 1세(고대 동슬라브어: Володимѣръ Свѧтославичь 볼로디매루 스벤토슬라비치, 러시아어: Влади́мир Святосла́вич 블라디미르 스뱌토슬라비치[*], 우크라이나어: Володи́мир Святосла́вич 볼로디미르 스뱌토슬라비치[*], 958년 ~ 1015년 7월 15일)는 키예프 루스의 대공(재위 980년 6월 11일 ~ 1015년 7월 15일)이다. 스뱌토슬라프 1세가 아버지이다. 할머니는 957년에 동방 정교회로 개종한 키예프의 올가였다. 아들은 야로슬라프 1세이다.

## 생애
969년 노브고로드 공국의 공으로 즉위했으며, 972년 아버지였던 스뱌토슬라프 1세가 사망한 뒤에 일어난 야로폴크 1세, 올레크 스뱌토슬라비치 형제와의 싸움에서 승리하면서 키예프 루스의 대공으로 즉위했다. 키예프 루스의 국경 지대에 있던 동슬라브족과 여러 부족을 정벌하였으며, 동로마 제국의 황제인 바실리오스 2세가 군대의 반란으로 위기에 처하면서 키예프 루스에 지원을 요청하자 블라디미르 1세는 바실리오스 2세의 여동생인 안나와 결혼하는 조건을 내걸었고, 바실리오스 2세가 이를 수락하자 블라디미르 1세는 바실리오스 2세에게 약 6천 명의 바랑기아인 지원군을 보내주었으며, 이 바랑기아인 병력들은 나중에 바랑기아 친위대의 전신이 되었다. 하지만 이후 반란을 진압한 바실리오스 2세가 블라디미르 1세와의 약속을 깨려는 기미를 보이자 블라디미르 1세는 988년에 크림반도에 있던 동로마 제국의 영토인 케르소네소스를 침공하였지만, 이후 바실리오스 2세가 사과하면서 화친을 맺게 되었고 블라디미르 1세는 약속대로 동로마 제국의 바실리오스 2세 황제의 여동생인 안나와 결혼하였다. 이 사건 이후로 키예프 루스는 동로마 제국과 대체로 친밀한 관계를 유지하였으며, 989년에는 정교회를 키예프 루스의 국교로 선언하면서 루스 지역에 동로마 제국의 문화가 널리 퍼지기 시작하였다. 이 공적으로 블라디미르 1세는 사후 동방 정교회에서 성인으로 선포되었으며, 이후 대토지 소유제를 도입하면서 키예프 루스는 류리크 왕조의 혈연을 기반으로 하는 봉건제 사회를 맞게 되었다.

## 영향
그는 문학 작품 속에서 차용되기도 하였는데, 러시아의 작가 페오판 프로코포비치의 역사극 《블라디미르》에서 블라디미르 1세는 표트르 1세를 투영한 것이다.

## 사진

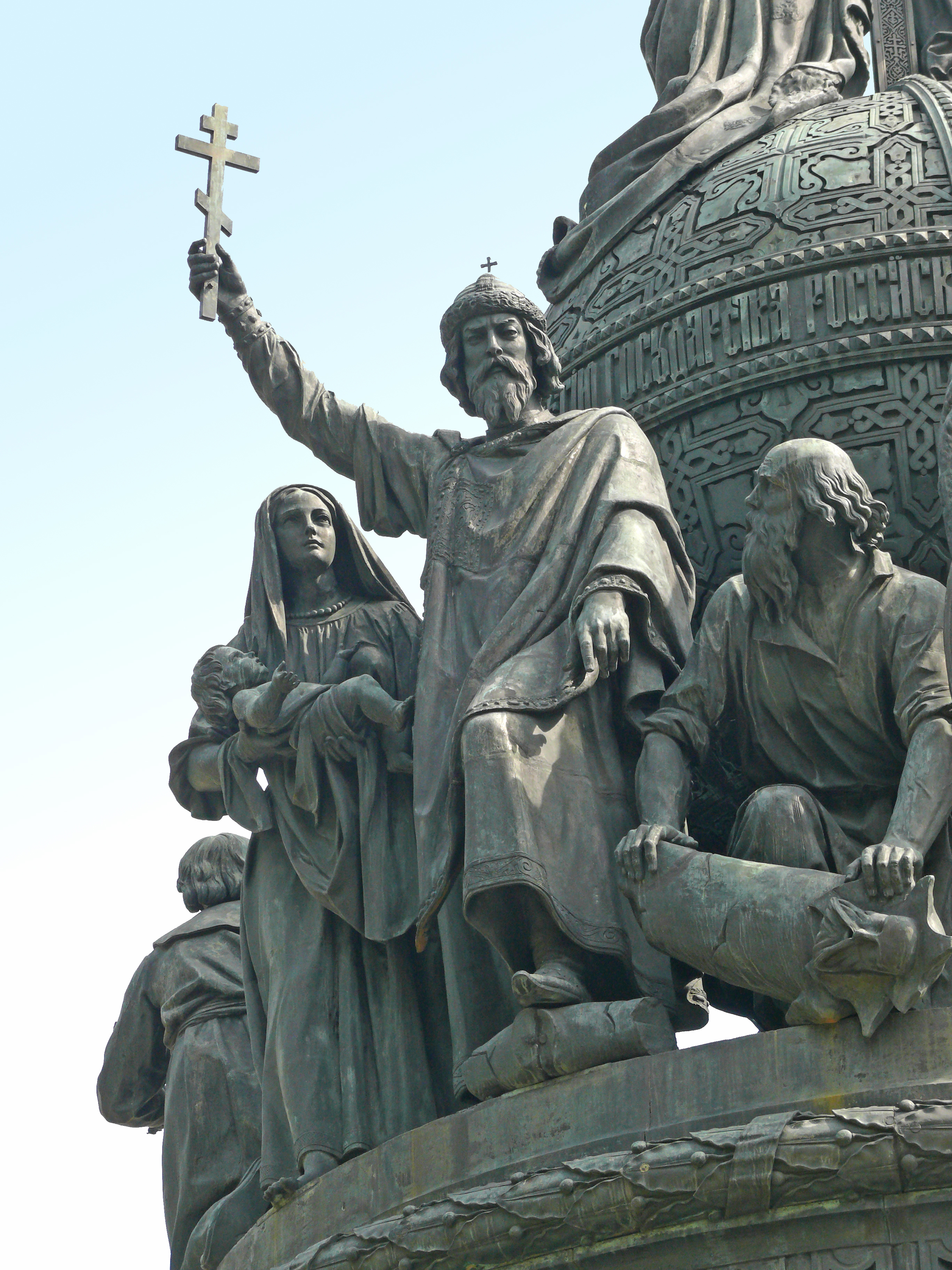
러시아 천년기념비에 묘사된 블라디미르 1세의 조각상
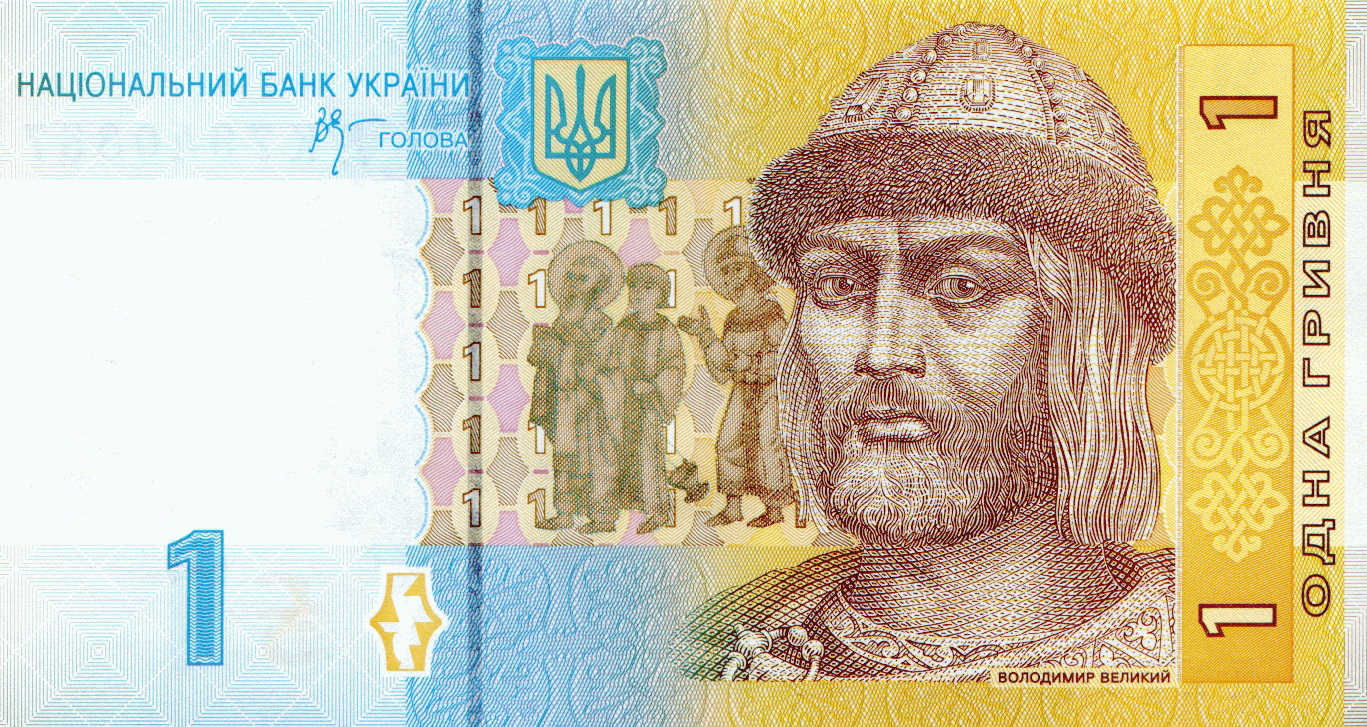
우크라이나 1 흐리우냐 지폐에 그려진 블라디미르 1세의 초상화

## 참고 문헌
- 서선정 (2018년 8월). “페오판 프로코포비치의 역사극 <블라디미르>: 17~18세기 경계기 러시아 문학” 17. 러시아·알타이지역 연구소: 71-102.

## 참고 자료
- 이 문서에는 다음커뮤니케이션(현 카카오)에서 GFDL 또는 CC-SA 라이선스로 배포한 글로벌 세계대백과사전의 내용을 기초로 작성된 글이 포함되어 있습니다.

| 전임 야로폴크 1세 | 키예프 대공 980년 ~ 1015년 | 후임 스뱌토폴크 1세 |